# 克里斯·巴特利
克里斯·巴特利（英語：Chris Bartley，1984年2月2日—），英国男子赛艇运动员。他曾代表英国参加2012年和2016年夏季奥林匹克运动会赛艇比赛，其中在2012年奥运会获得一枚银牌。